# Rodolfo Giuliano Viola
Rodolfo Giuliano Viola (Ceggia, 22 settembre 1959) è un politico italiano.

## Biografia
Di professione veterinario ha iniziato il suo impegno sociale nei gruppi giovanili della Parrocchia di Ceggia.
Si è laureato in Medicina Veterinaria nel 1984 all'Università di Bologna e dopo il canonico anno di servizio militare svolto nell'Aeronautica Militare, ha cominciato l'attività di Veterinario nel campo degli animali da allevamento. Nel frattempo, cominciava da giovanissimo la militanza politica come semplice iscritto nelle file della Democrazia Cristiana per diventare poi Segretario politico della Sezione di Ceggia.
Consigliere comunale di opposizione di Ceggia dal 1985 al 1990, sindaco dal 1990 al 2004 e consigliere comunale dal 2004.
Durante il periodo da Sindaco, è stato Presidente della Conferenza dei Sindaci del Veneto Orientale contribuendo alla definitiva affermazione del patto Territoriale della Venezia Orientale.
Il 12 ottobre 2003 è stato eletto Coordinatore Provinciale della Margherita della Provincia di Venezia, incarico riconfermato il 4 marzo 2007, presentando una mozione che impegna il Partito veneziano a dar vita insieme ai Democratici di Sinistra al Partito Democratico.
Alle Elezioni Politiche del 9-10 aprile 2006 viene eletto alla Camera dei deputati nella lista de l'Ulivo e diviene membro della XI Commissione della Camera dei deputati (Lavoro Pubblico e Privato) dal 6 giugno 2006 e della VIII Commissione (Ambiente, Territorio e Lavori Pubblici) dal 20 novembre 2006.
In tutti questi anni ha sempre accompagnato l'impegno politico continuando la sua attività professionale, fino al ruolo di Responsabile dei Servizi di Sanità Pubblica Veterinaria dell'ASL n. 10 di San Donà di Piave.
Alle Elezioni Politiche del 13-14 aprile 2008 viene rieletto alla Camera dei deputati nelle liste del Partito Democratico.
Con la fine della Legislatura dal 15 Marzo 2013 è tornato alla sua professione di Medico Veteinario presso l'AULSS 4 di San Donà di Piave.